# José Pedraza Zúñiga
José Pedraza Zúñiga (19 de septiembre de 1937, La Mojonera, Nahuatzen, Michoacán - 1 de junio de 1998, Ciudad de México), conocido como José Sargento Pedraza,  fue un atleta mexicano ganador de una medalla de plata en la marcha atlética en la distancia de 20 km en los Juegos Olímpicos de 1968 celebrados en la Ciudad de México.
Militar de carrera, con el grado de Sargento 2.º de Transmisiones y Capitán  2.º al fallecer en 1998. A los 15 años, decidió causar alta en el Ejército Mexicano como alumno en la Escuela Militar de Clases de Transmisiones. Su gusto por la carrera de las armas se debió a que desde niño admiraba a los soldados que patrullaban la zona de su estado natal, Michoacán.

## Inicios
Anheló competir en los Juegos Olímpicos de Roma en 1960, preparándose intensamente para competir en 3000 m obstáculos, pero fue eliminado en las pruebas clasificatorias. Igualmente tuvo el deseo de participar en los Juegos Olímpicos de Tokio en 1964, y se inscribió en las eliminatorias de las pruebas de 5.000 y 10 000 metros. En ambas se ubicó en cuarto lugar, quedando eliminado  apretadamente.
Su pasión por caminar se dio cuando conoció a Eutiquio del Valle Alquicira, quien lo descubrió una tarde de agosto de 1964, mientras entrenaba, en las instalaciones del club deportivo Plan Sexenal, ubicado en la colonia Popotla, en la capital mexicana. Quince días de entrenamiento bastaron para que Pedraza ganara su primera competencia de caminata, con 300 metros de ventaja sobre Alonso Márquez de la Mora, Colín y Miguel Llanos, en una prueba de 5 km.
Inició así una trayectoria que lo llevaría por pistas europeas, norteamericanas y caribeñas, con un notable éxito, reconocido ampliamente por los expertos de la época. Realizando el Sargento Pedraza en 1967 un viaje a Roma para que el presidente de la Comisión de Caminata de la FIA hiciera una evaluación de la técnica mexicana que según los ingleses, "estaba revolucionando la caminata". A partir de entonces México contaba ya con un respetable equipo de marcha atlética, comandado por el Maestro Jerzy Hausleber y un grupo de fuertes competidores, encabezados por el mismo Pedraza, José Oliveros, Pascual Ramírez, José Luis Peralta Barradas, Pablo Colín y Eladio Campos.

## Juegos Olímpicos de México 1968
Y llegó el momento decisivo: 14 de octubre de 1968 en el marco de los XIX Juegos Olímpicos.  Sucedió en circunstancias dramáticas, otro marchista soviético, Nikolai Smaga, ayudó a ganar a Golubnichy. En la pista del estadio, los atletas soviéticos fueron los primeros en aparecer desde la rampa, estaban separados por 300 metros, en ese momento sucedió lo inesperado, el tercero en ingresar al estadio fue el marchista  mexicano José Pedraza, que impulsado por sus compatriotas, y casi rompiendo las reglas y para los más rigurosos, prácticamente pasando a correr, comenzó a reducir drásticamente la brecha. Como resultado, el mexicano pudo pasar  a Smaga y perdió únicamente por solo 1.6 segundos ante Golubnichy. En un espectacular final, fue sumamente emocionante, en los últimos 300 metros José Pedraza consigue el segundo puesto, sólo detrás del ruso Volodimir Golubnichi, quien realizó una marca de 1 hora 33 minutos y 58 s; Pedraza, 1 hora 34 minutos y 0 s y  Nikolai Smaga (también de nacionalidad rusa), 1 hora 34 minutos y 3 s. Esta medalla fue la única que México ganó en el certamen atlético de estos juegos.
Tres días después, el Sargento Pedraza participa en la prueba de marcha 50 kilómetros de esa misma modalidad, ocupando la octava posición, a 17 minutos del ganador, el alemán oriental Christoph Höhne, quien detuvo el  cronómetro a las 4 horas 20 minutos y 13 segundos.
Cuando José Pedraza Zúñiga conquistó la medalla de plata en los Juegos Olímpicos de México 68, hubo varios niños y jóvenes que quisieron emular la hazaña del Sargento, quien con un dolor de coraje levantó la mano como maldiciéndose a sí mismo por no haber logrado el metal dorado que le había arrebatado en los últimos tramos el soviético Golubnichy.
Sin darse cuenta, aquel militar orgulloso de sus raíces purépechas, de cara redonda curtida por el sol y con el cabello corto casqueteado, había legado su propia historia en esos jóvenes que, al paso del tiempo, no sólo siguieron sus pisadas sino que, como alguna vez declaró en vida El Jefe, ``soldadotes serán mejores y conquistarán los podios olímpicos y mundiales donde quiera que se paren. Porque los triunfadores nos hacemos solos sin la ayuda o el cobijo de nadie. Y no se equivocó.
Así fue Pedraza. Hombre con palabras secas, frías, duras, directas, pero siempre con la verdad por delante. Un atleta que nunca se dejó de nadie, como tampoco bajó su voz y menos en un deporte por el que siempre pugnó y luchó para dejar una escuela, un semillero de niños y jóvenes que gustaban de imitarlo o de convertirse a futuro en los Sargentos Pedraza.
``Cuando un chamaco se me acercaba y me preguntaba `¿oiga y cómo ganó su medalla de plata?', yo le contestaba: `por pendejo mano, porque si me hubiera preparado y entrenado mejor esa presea pudo haber sido de oro, y yo un campeón olímpico' y la chamacada se botaba de risa, contaba el capitán retirado a un grupo de atletas que entrenaba en el estadio Jesús Martínez Palillo hace algunos años.
Así era Pedraza. Un joven michoacano al que siempre le gustó el basquetbol (jugó con el equipo Transmisiones) o de la práctica de alguna actividad física en su natal Michoacán, donde comenzó sus primeras andanzas recorriendo largas brechas en el rancho La Mojonera, municipio de Nahuatzen, y el que reconoció siempre que fue su abuelita Panchita (Sánchez), la mujer que le inculcó y le enseñó ``las mañas de la caminata. Tenía 11 años.
Aunque poco después aprendiera la verdadera técnica con Eutiquio del Valle Alquicira en las llanuras del Plan Sexenal y más tarde asimiló los conocimientos de ese deporte con la llegada del polaco Jerzy Hausleber poco antes de los Juegos Olímpicos en 1968.
Pedraza conoció los triunfos deportivos en la mitad de su vida. A los 29 años fue campeón centroamericano en Puerto Rico 66; a los 30 logró la presea de plata en los Panamericanos de Winnipeg-67 y, al siguiente año, conquistó la primera medalla olímpica (de las nueve que ganó México en los JO del 68) en caminata, un legado que en la historia reciente ha sumado ocho preseas en justas veraniegas.
De aquella medalla de plata, Pedraza siempre reprochó que la única recompensa que tuvo fueron ``años de amargura. [cita requerida]De un triunfo deportivo que jamás disfrutó, que lo limitó a tal grado que mientras él estaba entrenando o conquistando el viejo mundo, en su propio país ni los funcionarios del deporte ni los militares le dieron el mérito o el reconocimiento necesario. Habían pasado dos meses de la euforia olímpica y Pedraza pasó del podio de los triunfadores a un arresto de cuatro meses por órdenes del general Suástegui, quien lo humilló por no haber ganado la presea áurea.[cita requerida]

## Esa medalla sólo me dejó amarguras
``Esa pinche medalla sólo me dejó amargura. Perdí a mi primera esposa (Socorro), estaba muy enferma y cuando les pedía que me dejaran verla, sólo me decían que sería mañana, y mañana y ese día nunca llegó (La Jornada 1993), relató el capitán retirado, quien sólo recibió un Rolex de regalo, que vendió en mil pesos. Poco tiempo después, Pedraza se retiró. La milicia lo elevó al rango de teniente y capitán en 1977[cita requerida]. Esto sucedió mientras purgaba un arresto de 6 meses en las instalaciones del Ejercito Mexicano por no haber cumplido con la orden de obtener la Medalla de Oro en los Juegos Olímpicos.
Los últimos años de su vida, José Pedraza trabajó como entrenador de caminata en el deportivo Hacienda y en Promoción Deportiva del Departamento del Distrito Federal, dentro del Estadio "Jesús Martínez Palillo" en la Ciudad Deportiva de la Magdalena Mixhuca, y relataba sus vivencias a los niños de la calle, una labor altruista que comenzó con la Asociación de Medallistas Mexicanos Olímpicos. Nunca negó su militancia priista. Y aunque conoció a muchos presidentes, desde Gustavo Díaz Ordaz hasta Ernesto Zedillo, jamás estiró la mano. ``La polaca se la dejó a los que son medallistas oportunistas. Yo soy militar y marchista, declaró a La Jornada en 1994.
Se fue Pedraza. Un hombre que siempre se preocupó por las futuras generaciones. En el libro Medallistas Olímpicos Mexicanos (CONADE-1994), Pedraza hace una reflexión: ``Mi mayor deseo es ver que los niños y los jóvenes de nuestro país tengan, quizá como yo, una oportunidad para progresar. Yo la recibí cuando la creí perdida y la aproveché al máximo, con mucho coraje, con gran determinación. Eso prueba algo: que somos capaces... Les diría a estas nuevas generaciones que si optan por la práctica del deporte, lo hagan al máximo, gozándolo, y que cuando representen al país lo hagan con empeño, con honestidad, con honor. Entonces sabrán que no hay nada comparable con ver izada nuestra bandera en el mástil más alto.
Y remató: ``Llegar a la cúspide deportiva no es fácil. Sin embargo, cuando se quiere y a uno le dan los medios para intentarlo, no hay que dudar. Hacen faltan medallistas. Más y más. Hacen falta ejemplos en nuestro país. Podemos tenerlos. Decidámonos a ello.``

## Fallecimiento
Después de éstas participaciones fue ascendido al grado de teniente y desde 1977 pasó a ser capitán, cargo que ostentó hasta su muerte, ocurrida el 1  de junio de 1998 a la edad de 61 años por complicaciones de una enfermedad hepática.

## Palmarés
- Juegos Olímpicos de México 1968:[2][3][5]

- 20 km medalla de plata. 
- 50 km 8.º puesto (diploma olímpico).